# Wulfila albus
Wulfila albus är en spindelart som först beskrevs av Cândido Firmino de Mello-Leitão 1945.  
Wulfila albus ingår i släktet Wulfila och familjen spökspindlar. Inga underarter finns listade i Catalogue of Life.